# 딘 암스트롱
딘 암스트롱(Dean Armstrong, 1973년 4월 24일 ~ )은 캐나다의 배우이다.

## 출연 작품
- 캔디 케인3 (2014)
- 데드 캠프4 (2011)
- 베로나 (2010)
- 쏘우 3D (2010)
- 리포!더 제네틱 오페라 (2008)
- 퀴어 애즈 포크 (2000)